# Lou Ferrigno

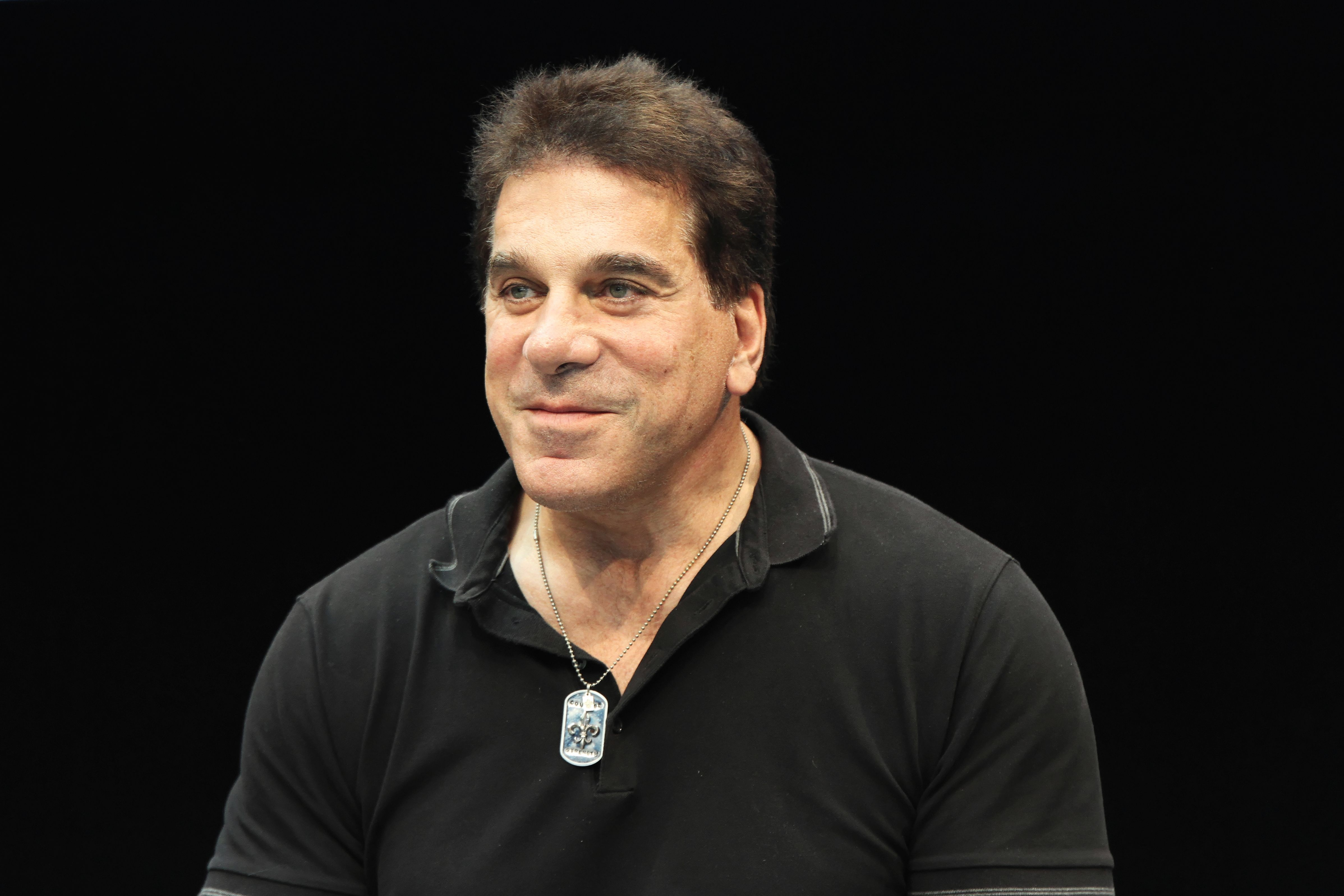
Lou Ferrigno op Comic Con Germany 2019

Louis Jude (Lou) Ferrigno (Italiaanse uitspr.: /ferˈriɲɲo/; Brooklyn, New York, 9 november 1951) is een Amerikaanse bodybuilder en acteur die onder meer heeft gespeeld in films en series als The Incredible Hulk, Pumping Iron en Sinbad of the Seven Seas.

## Levensloop
Ferrigno is opgegroeid in een Italiaans-Amerikaans gezin. Zijn vader was Matthew Ferrigno, een politieagent bij de NYPD, zijn moeder heette Victoria. Lou is sinds zijn derde levensjaar voor 80% doof, nadat hij een infectie heeft gehad. Volgens eigen zeggen werkte dit echter in zijn voordeel, daar het hem ertoe aanzette zijn zelfpotentieel te maximaliseren.
Lou Ferrigno begon met trainen toen hij 13 jaar oud was. Nadat hij zijn opleiding aan de Brooklyn Technical High School had afgerond, won hij zijn eerste prijzen: de IFBB Mr. America en vier jaar later de IBFF Mr. Universe titel. In 1974 werd hij derde bij de Mr. Olympia competitie. Het jaar erna probeerde hij nogmaals om Arnold Schwarzenegger te verslaan, maar werd weer derde. Dit is te zien in de film Pumping Iron. Hierna nam hij een aantal jaren niet deel aan de competitie.
Tijdens het hoogtepunt van zijn carrière was hij 1,95m lang, woog hij 125 kg en was de grootste bodybuilder van zijn tijd.
In het begin van de jaren 90 is Ferrigno weer gaan bodybuilden en deed in 1992 en 1993 weer mee aan de Mr. Olympia competities. Nadat hij daar als 12e en 10e was geëindigd, probeerde hij het bij de Olympia Masters, waar hij 2e werd na Robby Robinson. Hierna is hij volledig gestopt met competities.
Ferrigno is in 1978 getrouwd met Susan Groff, een jaar later gingen ze uit elkaar.
Op 30 mei 1980 trouwde hij met Carla Green, een psychotherapeute, die toen zijn manager werd, en later zijn personal trainer. Ze hebben drie kinderen.
Van 2000 tot 2007 had Ferrigno periodieke gastoptredens als zichzelf in de CBS-comedyserie The King of Queens waarin hij Heffernans buurman speelt.

## Filmografie
- Avengers: Age of Ultron (2015) - Stem van Hulk
- The Avengers (2012) - Stem van Hulk
- Soupernatural (2010) - Lou
- I Love You, Man (2009) - als zichzelf
- The Incredible Hulk (2008) - Beveiligingsbeambte / stem van Hulk
- The King of Queens televisieserie - als zichzelf (18 afl., 2000-2007)
- Reno 911! televisieserie - New Junior - Deputy Cletus Senior (Afl., Department Investigation: Part 2, 2004)
- My Wife and Kids televisieserie - Big Guy (Afl., Illegal Smile, 2004)
- The Hulk (2003) - Beveiligingsbeambte
- Frank McKlusky, C.I. (Video, 2002) - Messengooier
- From Heaven to Hell (2002) - Rol onbekend
- Black Scorpion televisieserie - The Slave Master (Afl., Virtual Vice, 2001)
- Ping! (2000) - Dog Catcher
- The Godson (1998) - Bugsy/Alice
- Conan televisieserie - Mog (Afl., The Three Virgins, 1997)
- Iron Man televisieserie - Bruce Banner / Hulk (Afl., Hulk Buster, voice-over, niet op aftiteling)
- Fantastic Four televisieserie - Hulk (Afl., Nightmare in Green, voice-over, niet op aftiteling)
- The Misery Brothers (1995) - Quazzie
- Cage II (1994) - Billy Thomas
- The Making of '...And God Spoke' (1993) - Cain
- Frogtown II (1993) - Ranger John Jones
- The Naked Truth (1992) - Fed. #1
- Hangfire (1991) - Smitty
- Extralarge: Jo-Jo (televisiefilm) - Goodwin
- The Death of the Incredible Hulk (televisiefilm, 1990) - Bruce Banner The Hulk
- Liberty & Bash (1990) - Bash
- Cage (1989) - Billy Thomas
- The Trial of the Incredible Hulk (televisiefilm, 1989) - Bruce Banner / The Hulk
- All's Fair (1989) - Klaus
- Sinbad of the Seven Seas (1989) - Sinbad
- The Incredible Hulk Returns (televisiefilm, 1988) - Bruce Banner / The Hulk
- Desert Warrior (1988) - Zerak
- Amazing Stories televisieserie - The Hulk (Afl., Remote Control Man, 1985)
- Le avventure dell'incredibile Ercole (1985) - Hercules
- Night Court televisieserie - The Klondike Butcher (Afl., Battling Bailiff, 1985)
- Mike Hammer televisieserie - Rol onbekend (Afl., Catfight, 1985)
- Matt Houston televisieserie - Steve Ott (Afl., Blood Ties, 1984)
- Trauma Center televisieserie - John Six (Afl., Breakthrough, 1983)
- The Fall Guy televisieserie - Six (Afl., Trauma, 1983)
- Hercules (1983) - Hercules
- I sette magnifici gladiatori (1983) - Han
- The Incredible Hulk televisieserie - Bruce Banner / The Incredible Hulk (1978-1982)
- Billy televisieserie - Bruce Banner / Hulk (Afl., Pilot, 1979)
- The Incredible Hulk: Married (televisiefilm, 1978) - Bruce Banner / The Hulk
- The Incredible Hulk: Death in the Family (televisiefilm, 1977) - Bruce Banner / The Hulk
- The Incredible Hulk (televisiefilm, 1977) - Bruce Banner / The Hulk

## Wedstrijden

### Bodybuilding
- 1971 Pro Mr. America — WBBG, Tieners 1e
- 1971 Teen Mr. America — AAU, 4th, Meest gespierd 5e
- 1972 Pro Mr. America — WBBG, Totaal 2e
- 1972 NABBA Mr. Universe, Lengte 2e
- 1973 IFBB Mr. America, Totaal Winnaar
- 1973 IFBB Mr. Universe, Lengte 1e, Totaal winnaar
- 1974 IFBB Mr. International, Lengte 1e, Totaal winnaar
- 1974 Mr. Olympia, Zwaargewicht 3e
- 1975 Mr. Olympia, Lange klasse, 3e plaats
- 1992 Mr. Olympia, 12e
- 1993 Mr. Olympia, 10e
- 1994 Olympia Masters, 2e

### Sterkste Man
- 1977 Sterkste Man van de Wereld, 4e plaats

## Tijdschrift Covers
Totaal 37
- 10 Muscle & Fitness ('82-'83-'86-'87-'88-'89-'93-'94)
- 8 Flex ('83-'85-'89-'92-'93-'94)
- 7 Muscle Builder ('74-'77-'79-'80)
- 4 Iron Man ('73-'88-'92-'94)
- 2 Muscle Mag International ('83-'94)
- 2 Bodybuilding Lifestyle ('91-'92)
- 1 Strength & Health ('83)
- 1 Muscular Development ('81)
- 1 Natural Bodybuilding ('83)
- 1 Muscle Training Illustrated ('72)